# 独穗飘拂草
独穗飘拂草（学名：Fimbristylis monostachya）为莎草科飘拂草属下的一个种。

## 扩展阅读
維基物種上的相關：独穗飘拂草